# Кормак Кашельский
Кормак Кашельский (Кормак мак Куйленнайн; др.‑ирл. Cormac mac Cuilennáin; погиб 13 сентября 908) — король Мунстера (902—908), епископ, святой (день памяти — 14 сентября).
Святой Кормак был сыном Куленнана и происходил из рода короля Энгуса мак Над Фройха, крещённого святым Патриком. Считается, что он был епископом Кашельским и переписчиком легендарной рукописи — Кашельской Псалтири, часть которой, «Словарь», скопирована в позднюю рукопись (Laud 610 Бодлианской библиотеки). Ирландские писатели указывали на его учёность, скромность, щедрость и авторитетность. Он погиб в битве при Белах Мугне, сражаясь против верховного короля Ирландии Фланна Синны и его союзников.